# أندرو كوكس
أندرو كوكس (بالإنجليزية: Andrew Cox)‏ هو مجدف أسترالي، ولد في 10 أغسطس 1964.

## وصلات خارجية
- أندرو كوكس على موقع الاتحاد الدولي للتجديف (الإنجليزية)